# Circuit de Fiorano
Le circuit de Fiorano (en italien, Pista di Fiorano) est la piste d'essais privée officielle du constructeur italien de voitures de sport Ferrari. Il est situé à Fiorano Modenese, dans la province de Modène, en Émilie-Romagne, limitrophe de Maranello, siège historique des usines du constructeur au « cheval cabré » et de la Scuderia Ferrari.

## Historique
La construction débute en 1971 à la demande de Enzo Ferrari et le circuit est ouvert le 8 avril 1972. Son tracé initial est de 3 000 mètres et sa largeur de 8,4 mètres. En 1996, après rénovation et modification du virage no 1, la longueur passe à 3 021 mètres. La piste est équipée de télémétrie et d'un skidpad.
En 2001, huit citernes sont installées pour récolter les eaux pluviales qui alimentent un système d'irrigation afin de tester les voitures sur piste humide.
La piste est utilisée pour tester les Ferrari de course et de tourisme et pour l’entrainement des pilotes, les essais, la formation des mécaniciens et de toute l'équipe sportive.
La Ferrari 599 GTB Fiorano porte son nom.

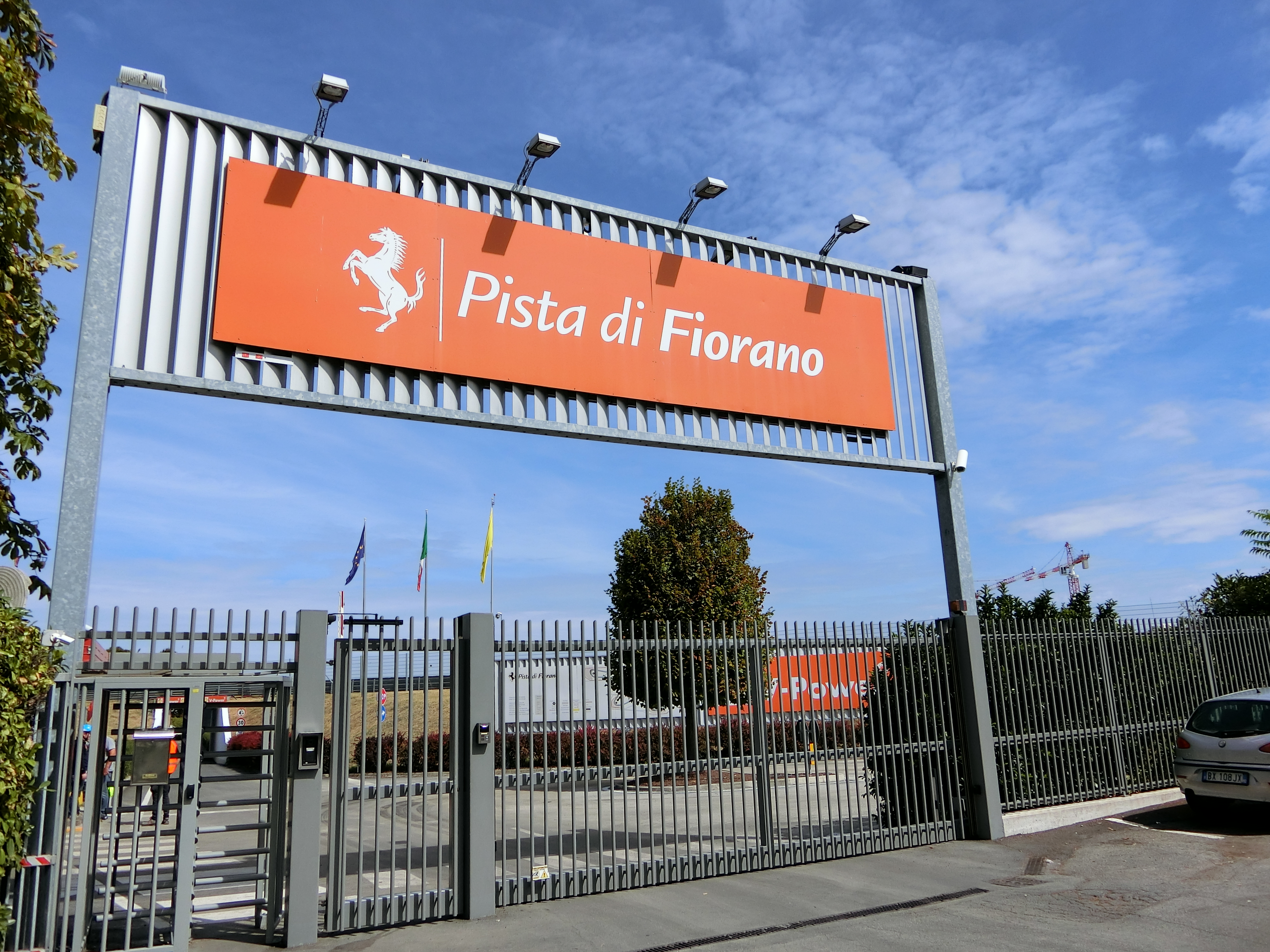
Entrée du circuit
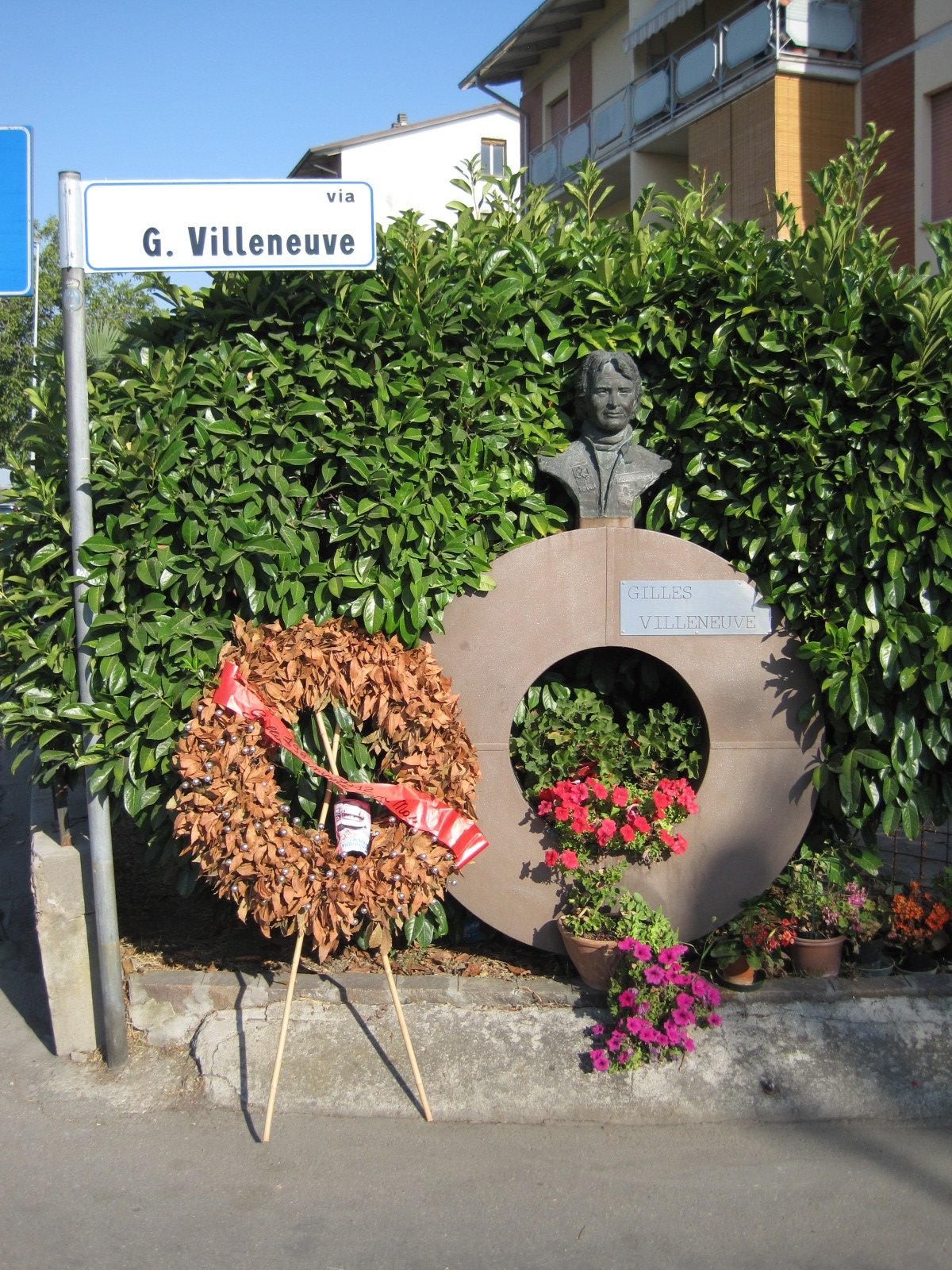
Via Gilles Villeneuve
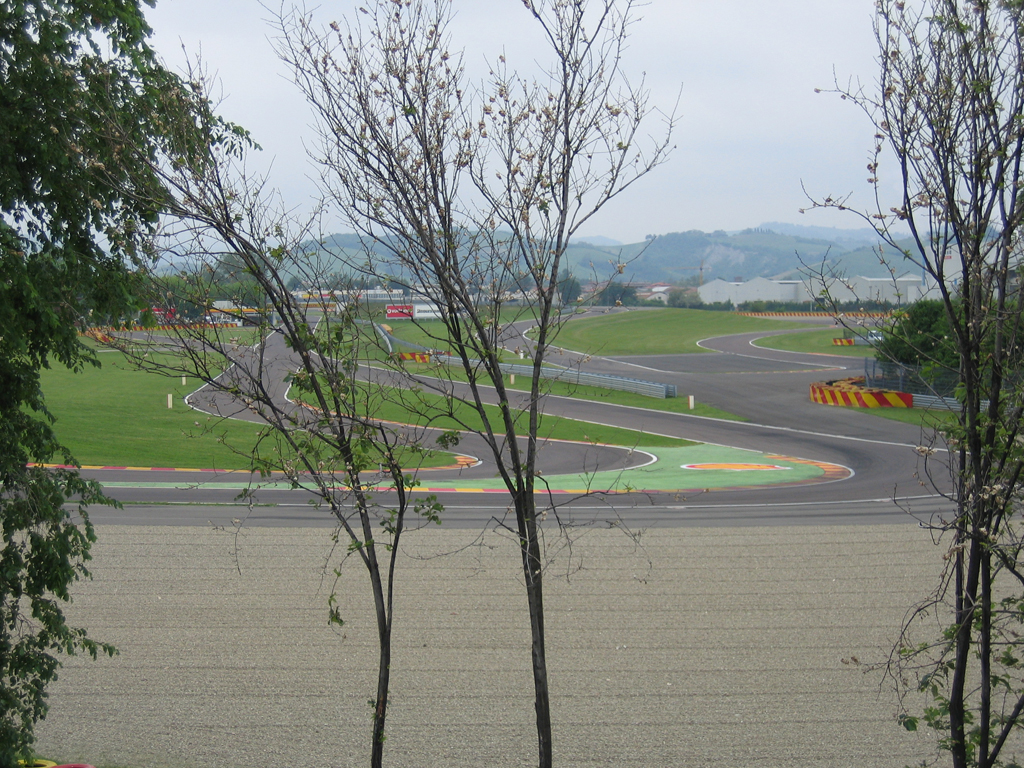
Vue depuis la route
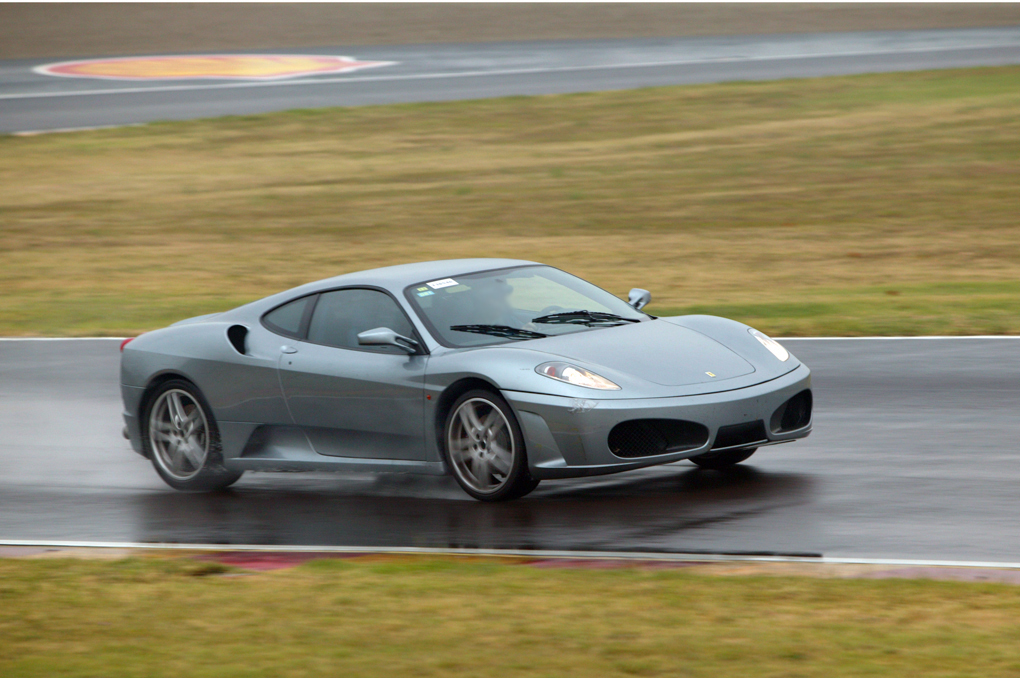
Une Ferrari F430 en piste

## Records du tour
| Voiture                        | Temps            | Pilote             | Date             |                  |
| Monoplaces de F1               | Monoplaces de F1 | Monoplaces de F1   | Monoplaces de F1 | Monoplaces de F1 |
| ------------------------------ | ---------------- | ------------------ | ---------------- | ---------------- |
| Ferrari F2004                  | 55 s 999         | Michael Schumacher | 2004             |                  |
| Ferrari F2003-GA               | 56 s 33          | Michael Schumacher | 2003             |                  |
| Ferrari 248 F1                 | 57 s 099         | Felipe Massa       | 2006             |                  |
| Ferrari F2005                  | 57 s 146         | Michael Schumacher | 2005             |                  |
| Ferrari F2002                  | 57 s 476         | Michael Schumacher | 2002             |                  |
| Ferrari F2007                  | 58 s 366         | Felipe Massa       | 2007             |                  |
| Ferrari F310B                  | 59 s 00          | Michael Schumacher | 1997             |                  |
| Ferrari F2008                  | 59 s 111         | Mirko Bortolotti   | 2008             |                  |
| Ferrari F399                   | 1 min 00 s 226   | Luca Badoer        | 1999             |                  |
| Ferrari 412 T1                 | 1 min 00 s 31    | Jean Alesi         | 1994             |                  |
| Voitures de course             |                  |                    |                  |                  |
| Ferrari 333 SP                 | 1 min 11 s 90    |                    |                  |                  |
| Ferrari FXX                    | 1 min 16 s 00    | Andrea Bertolini   | 2007             |                  |
| Ferrari 360 GT                 | 1 min 17 s 00    |                    |                  |                  |
| Ferrari 360 N-GT               | 1 min 18 s 90    | Ian Harold Brown   | 2003             |                  |
| Ferrari 360 Challenge          | 1 min 22 s 40    |                    | 2003             |                  |
| Maserati Trofeo                | 1 min 23 s 85    |                    |                  |                  |
| Ferrari 355 Challenge          | 1 min 25 s 40    |                    |                  |                  |
| Ferrari 348 Challenge          | 1 min 33 s 00    |                    |                  |                  |
| Routières                      |                  |                    |                  |                  |
| Ferrari 430 Scuderia           | 1 min 23 s 9     |                    | 2007             |                  |
| Ferrari Enzo                   | 1 min 24 s 9     |                    | 2002             |                  |
| Maserati MC12                  | 1 min 25 s 2     |                    |                  |                  |
| Ferrari 599 GTB Fiorano        | 1 min 26 s 500   |                    | 2006             |                  |
| Ferrari F50                    | 1 min 27 s 00    |                    |                  |                  |
| Ferrari F430                   | 1 min 27 s 00    | Autobild           | 2007             |                  |
| Ferrari 360 Challenge Stradale | 1 min 28 s 00    |                    |                  |                  |
| Ferrari F40                    | 1 min 29 s 60    |                    |                  |                  |
| Ferrari 360 Modena             | 1 min 31 s 00    |                    |                  |                  |
| Ferrari 550 Maranello          | 1 min 32 s 528   |                    |                  |                  |
| Ferrari F355 F1                | 1 min 33 s 00    |                    | 1997             |                  |
| Ferrari F355                   | 1 min 34 s 00    |                    | 1994             |                  |
| Ferrari F512 M                 | 1 min 35 s 00    |                    | 1995             |                  |
| Ferrari 512 TR                 | 1 min 35 s 00    |                    | 1992             |                  |
| Ferrari 456GT                  | 1 min 35 s 00    |                    |                  |                  |
| Maserati 4200 GT               | 1 min 35 s 00    |                    |                  |                  |
| Ferrari 288 GTO                | 1 min 36 s 00    |                    |                  |                  |
| Ferrari Testarossa             | 1 min 36 s 00    |                    | 1984             |                  |
| Ferrari 348TB                  | 1 min 37 s 00    |                    | 1989             |                  |
| Porsche 959                    | 1 min 37 s 00    |                    |                  |                  |
| Ferrari 328 GTB                | 1 min 44 s 00    |                    |                  |                  |

- Véhicules autres que Ferrari

## Apparition dans les jeux-vidéo
| Jeux-vidéo/Simulation             | Année |
| --------------------------------- | ----- |
| Ferrari Formula One               | 1988  |
| Ferrari F355 Challenge            | 1999  |
| F1 Challenge 99-02                | 2003  |
| rFactor                           | 2005  |
| Grand prix Racing Online          | 2007  |
| Ferrari GT: Evolution             | 2008  |
| Ferrari Challenge: Trofeo Pirelli | 2008  |
| Ferrari virtual Academy           | 2010  |
| Test Drive: Ferrari Racing Legend | 2012  |
| Project CARS 2                    | 2017  |
| Project CARS 3                    | 2020  |